# The Making of Broncho Billy
The Making of Broncho Billy è un cortometraggio muto del 1913 scritto, prodotto, interpretato e diretto da Gilbert M. 'Broncho Billy' Anderson.

## Trama
In un saloon, Broncho Billy - che è disarmato - si trova minacciato da un bullo e, per salvarsi, deve fuggire. Determinato a rimettere le cose a posto, si procura una pistola, impara a usarla e poi affronta il bullo.

## Produzione
Il film fu prodotto dalla Essanay Film Manufacturing Company. Venne girato a Niles. Gilbert M. 'Broncho Billy' Anderson, fondatore della casa di produzione Essanay (che aveva la sua sede a Chicago), aveva individuato nella cittadina californiana di Niles il luogo ideale per trasferirvi una sede distaccata della casa madre. Niles diventò, così, il set dei numerosi western prodotti da Anderson.

## Distribuzione
Distribuito dalla General Film Company, il film - un cortometraggio in una bobina - uscì nelle sale cinematografiche USA il 1º febbraio 1913. Venne presentato anche nel Regno Unito dove fu distribuito il 13 aprile 1913.
Copia della pellicola viene conservata nella collezione Blackhawk Films negli archivi della Film Preservation Associates e, in copie positive a 8 mm, in collezioni private. Negli Stati Uniti, il film è stato distribuito in VHS dalla Grapevine Video e dall'Unknown Video che l'ha riproposto anche in DVD in una versione lunga 9 minuti.